# Ла Тур-Мобур (станция метро)
Ла Тур-Мобур (фр. La Tour-Maubourg) — станция линии 8 Парижского метрополитена в VII округе у юго-западной оконечности Эспланады Энвалид. Названа по бульвару де ля Тур-Мобур, получившему своё имя в честь французского кавалериста наполеоновской эпохи Виктора Николя Латур-Мобура де Фэ.

## История
- Станция открылась 13 июля 1913 года в составе первого пускового участка линии 8 Опера — Шарль Мишель, в 1937 году разделённого между линиями 8 и 10 по станции Ла Мотт-Пике — Гренель.
- Пассажиропоток по станции по входу в 2011 году, по данным RATP, составил 2 055 583 человек[3]. В 2013 году этот показатель вырос до 2 152 005 пассажиров (239 место по уровню входного пассажиропотока в Парижском метро)[4]

## Галерея

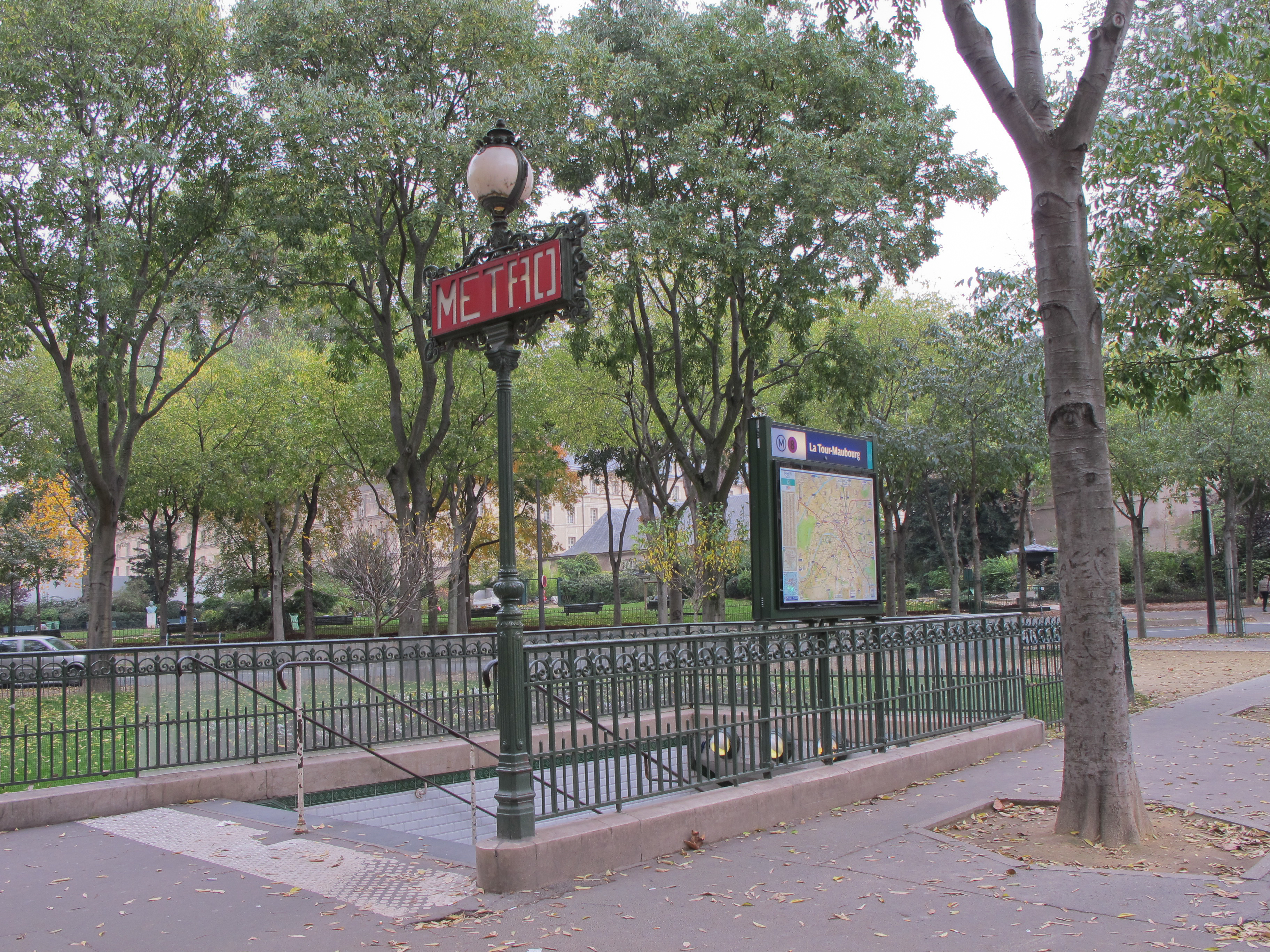
Лестничный сход
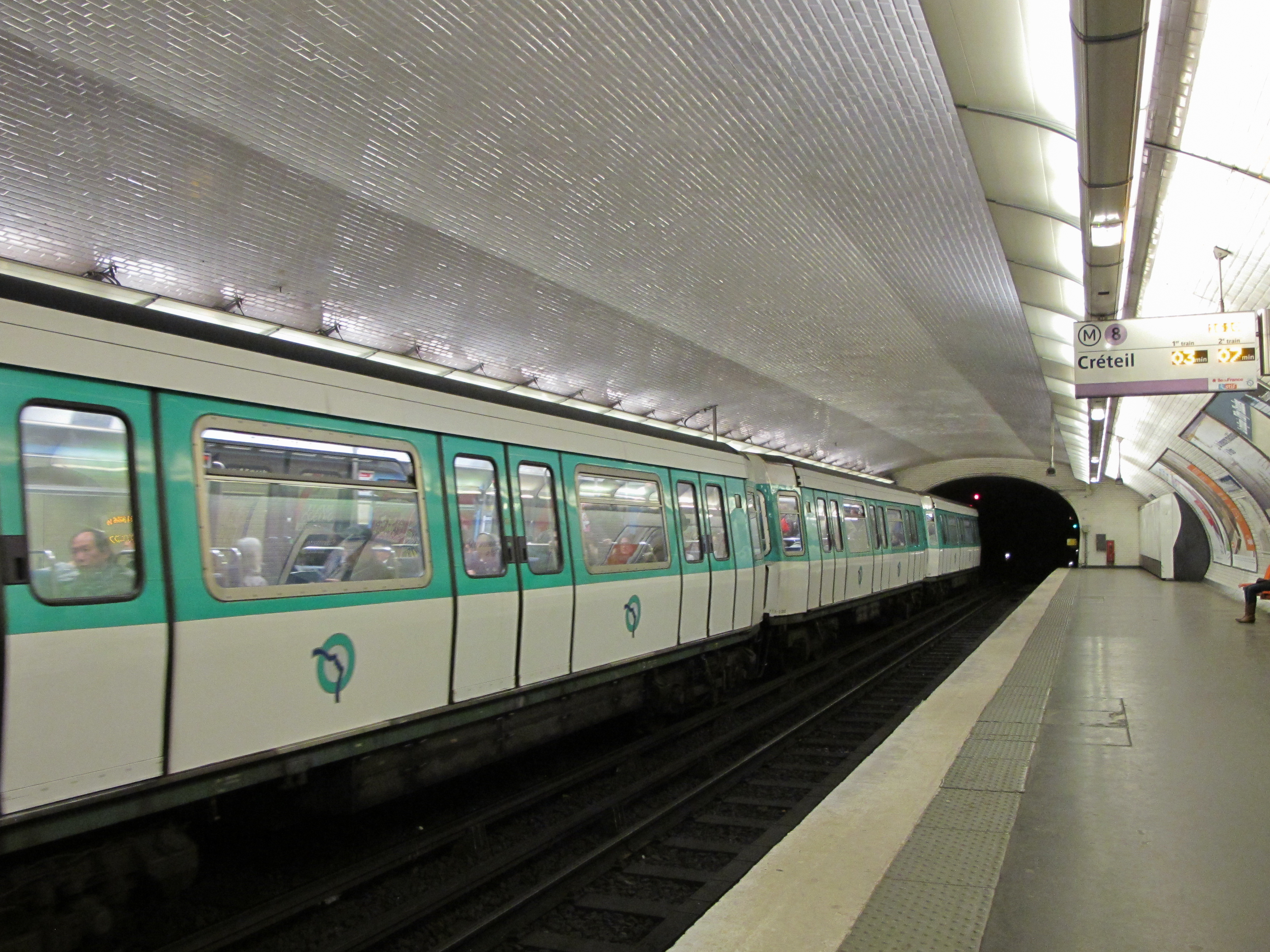
Состав модели MF 77 на станции